# Sandra Frei
Sandra Frei (ur. 6 sierpnia 1984 we Flims) – szwajcarska snowboardzistka, wicemistrzyni świata.

## Kariera
Po raz pierwszy na arenie międzynarodowej pojawiła się 26 stycznia 2003 roku w Braunwald, gdzie w zawodach FIS Race zwyciężyła w snowcrossie. W tym samym roku wystartowała na mistrzostwach świata juniorów w Prato Nevoso, zdobywając srebrny medal. Był to jej jedyny start na imprezie tego cyklu.
W zawodach Pucharu Świata zadebiutowała 16 marca 2003 roku w Arosie, zajmując 17. miejsce w snowcrossie. Tym samym już w swoim debiucie wywalczyła pierwsze pucharowe punkty. Pierwszy raz na podium zawodów tego cyklu stanęła blisko dwa lata później, 11 marca 2005 roku w Sierra Nevada, kończąc rywalizację na drugiej pozycji. W zawodach tych rozdzieliła dwie rodaczki: Tanję Frieden i Yvonne Mueller. Łącznie dziewięć razy stawała na podium zawodów PŚ, odnosząc przy tym cztery zwycięstwa: 14 stycznia 2006 roku w Kronplatz, 13 marca 2008 roku w Valmalenco, 20 grudnia 2008 roku w Arosie oraz 10 stycznia 2009 roku w Bad Gastein. Najlepsze wyniki osiągnęła w sezonie 2008/2009, kiedy to zajęła ósme miejsce w klasyfikacji generalnej, a w klasyfikacji snowcrossu była trzecia.
Największy sukces osiągnęła w 2007 roku, kiedy na mistrzostwach świata w Arosie wywalczyła srebrny medal w snowcrossie. Uplasowała się tam między Lindsey Jacobellis z USA i Helene Olafsen z Norwegii. Była też piąta w tej konkurencji podczas  mistrzostw świata w Gangwon w 2009 roku. Brała też udział w igrzyskach olimpijskich w Vancouver w 2010 roku, zajmując jedenaste miejsce.
W 2011 roku zakończyła karierę.

## Osiągnięcia

### Igrzyska olimpijskie
| Miejsce | Dzień     | Rok  | Miejscowość | Konkurencja | Zwyciężczyni  |
| ------- | --------- | ---- | ----------- | ----------- | ------------- |
| 11.     | 16 lutego | 2010 | Vancouver   | Snowcross   | Maëlle Ricker |

### Mistrzostwa świata
| Miejsce | Dzień       | Rok  | Miejscowość | Konkurencja | Zwyciężczyni       |
| ------- | ----------- | ---- | ----------- | ----------- | ------------------ |
| 2.      | 14 stycznia | 2007 | Arosa       | Snowcross   | Lindsey Jacobellis |
| 5.      | 18 stycznia | 2009 | Gangwon     | Snowcross   | Helene Olafsen     |

### Puchar Świata

#### Miejsca w klasyfikacji generalnej
- sezon 2002/2003: -
- sezon 2003/2004: -
- sezon 2004/2005: -
- sezon 2005/2006: 25.
- sezon 2006/2007: 39.
- sezon 2007/2008: 20.
- sezon 2008/2009: 8.
- sezon 2009/2010: 31.
  - ASP[2]
- sezon 2010/2011: 34.

#### Miejsca na podium
1. Sierra Nevada – 11 marca 2005 (snowcross) - 2. miejsce
2. Kronplatz – 14 stycznia 2006 (snowcross) - 1. miejsce
3. Furano – 17 marca 2006 (snowcross) - 3. miejsce
4. Lake Placid – 8 marca 2007 (snowcross) - 3. miejsce
5. Valmalenco – 13 marca 2008 (snowcross) - 1. miejsce
6. Arosa – 20 grudnia 2008 (snowcross) - 1. miejsce
7. Bad Gastein – 10 stycznia 2009 (snowcross) - 1. miejsce
8. La Molina – 13 marca 2009 (snowcross) - 2. miejsce
9. Bad Gastein – 10 stycznia 2010 (snowcross) - 3. miejsce

- W sumie 4 zwycięstwa, 2 drugie i 3 trzecie miejsca.